# Delft Design
Delft Design is een ontwerpmethode binnen engineering. Een ontwerpmethode ondersteunt een ontwerper bij het ontwerpen van technische systemen. De methode bestaat uit vijf fases: oriëntatie, analyse, ontwerp, detaillering en realisatie.

## Oriëntatie
De oriëntatiefase vormt de basis van elk project. De eerste stap binnen deze fase is het maken van afspraken over de samenwerking. De afspraken worden gemaakt met de opdrachtgever en tussen de leden van het ontwerpteam. Vervolgens worden het probleem en de oplossingsruimte verkend, waarbij gebruik gemaakt wordt van de 5W2H methode. Na deze stap worden de klantwensen geïnventariseerd; hierbij wordt bijvoorbeeld het zonnewiel van Jop Timmers gebruikt om tot een integraal ontwerp te komen. Zijn model beschrijft de verschillende aspecten van een ontwerp, onderverdeeld in de categorieën mens, markt, milieu en techniek. Vervolgens worden de wensen opgenomen in een programma van eisen en zoveel mogelijk gekwantificeerd. Het programma van eisen wordt later in het proces gebruikt om de verschillende concepten te evalueren. De laatste stap van deze fase is het bepalen van de aanpak voor het project, waarbij de deelresultaten bepaald worden en de planning wordt opgesteld.

## Analyse
Het doel van de analysefase is het analyseren van het vraagstuk, de gebruikssituatie en de eisen die de situatie stelt aan de oplossing. Als eerste worden de onderzoeksvragen opgesteld. Tevens wordt dit doorgaans al gedaan tijdens de oriëntatiefase. Verder wordt per vraag bepaald welke onderzoeksstrategie gebruikt kan worden om de vraag te beantwoorden. Ook wordt bepaald hoe de gevonden informatie gevalideerd kan worden. Vervolgens wordt het onderzoek uitgevoerd.
De tweede stap is verkennend ontwerpen en experimenteren. Bij deze stap worden schetsen gemaakt van ideeën die bovenkomen. Door zoveel mogelijk te schetsen wordt getracht het hoofd leeg te maken voor nieuwe ideeën. Ook worden (kartonnen) modelletjes gemaakt om basisprincipes te onderzoeken. Bij de derde stap worden de functies van de oplossingen bepaald. De hoofdfunctie en de inputs en outputs worden hierbij gebruikt als uitgangspunt. Vervolgens worden de functies gerangschikt in een functieboom. De functies worden hierbij ingedeeld op basis van detailniveau. Als laatste stap worden de ontwerpcriteria bepaald. Eerst worden de klantwensen vertaald naar ontwerpcriteria, daarna worden aanvullende criteria geformuleerd. Alle criteria worden vervolgens onderverdeeld in harde eisen en succescriteria.

## Ontwerp

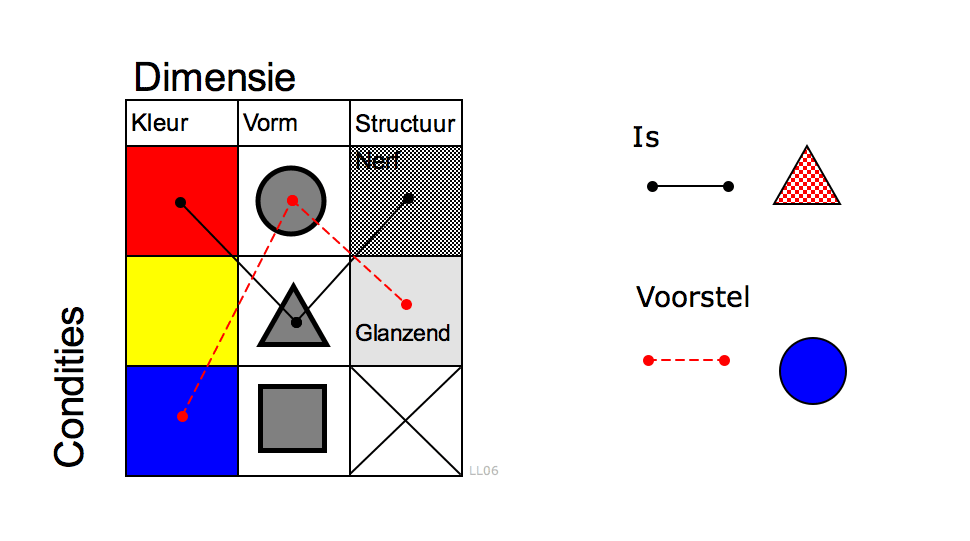
Morfologisch overzicht

Bij de ontwerpfase worden verschillende ideeën gegenereerd per functie. Deze worden vervolgens opgenomen in een morfologisch overzicht. Met behulp van het morfologisch overzicht worden totaalconcepten samengesteld. Bij het samenstellen kiest het ontwerpteam per functie een idee dat het beste aansluit bij de geest van een bepaald concept. De geest kan bijvoorbeeld innovatie, kosten of ergonomie zijn. Deze concepten worden dan verder uitgewerkt op conceptueel niveau. Als laatste stap worden de concepten getoetst aan het programma van eisen om zo het definitieve concept te kiezen. Nadat één concept is gekozen, wordt dit eventueel verbeterd met sterke punten van de andere concepten.

## Detaillering
De vierde fase is de detailleringsfase. Het doel van deze fase is om het gekozen concept uit te werken op detailniveau. Denk hierbij aan de specifieke componenten die gebruikt zullen worden voor de oplossing. Als eerste wordt een Engineeringsmodel opgesteld, waarbij berekeningen en simulaties gedaan worden van essentiële aspecten van de oplossing. Bij een overhead kraan is dit bijvoorbeeld de krachten die uitgeoefend worden op de ligger bij een bepaalde belasting. Met behulp van het Engineeringsmodel worden de materialen en dimensies bepaald. Vervolgens worden technische tekeningen gemaakt aan de hand van een 3D model. Verder worden de benodigde componenten geïnventariseerd. De volgende stap is het produceren van een prototype en formuleren van testplannen. Vervolgens wordt het prototype onderworpen aan de tests om het ontwerp te valideren. Het prototype wordt continu verbeterd totdat het voldoet aan de eisen. De ontwerpkeuzes, wijzigingen en testresultaten worden doorlopend gedocumenteerd in het ontwerpdossier.

## Realisatie
In de realisatiefase wordt het ontwerp productie-gereed gemaakt. Deze stap is vooral van toepassing op ontwerpen die bestemd zijn voor serieproductie; bij maatwerk wordt deze stap verkort of overgeslagen. Een productiemethode wordt bepaald en het ontwerp wordt geoptimaliseerd voor productie. Dit is de reden dat conceptauto's afwijken van de uiteindelijke productieauto's. Vervolgens wordt een marketingplan opgesteld. Denk hierbij aan de onderscheidende aspecten van een productie. Het marketingteam gebruikt deze informatie om in te spelen op de doelgroep. Verder worden service- en onderhoudsprogramma's geformuleerd. De laatste stap is het verder verbeteren van het ontwerp met testgroepen en de marktintroductie van het product. Eventueel volgt er een opvolgend product dat verder bouwt op het grondwerk dat gelegd is door dit product, zoals veel gebeurt bij goederen voor consumenten.